# De Hooge Wegen
De Hooge Wegen is een buurtschap in de gemeente Raalte in de Nederlandse provincie Overijssel. Het ligt in het zuiden van de gemeente, 8 kilometer ten zuiden van de plaats Raalte.
Hoofdplaats: Raalte      Dorpen: Broekland · Heeten · Heino · Laag Zuthem · Lierderholthuis · Luttenberg · Mariënheem · Nieuw Heeten

Buurtschappen: Boetele · De Hooge Wegen · Schoonheten

Overijssel · Steden en dorpen in Overijssel      Nederland · Provincies · Gemeenten